# Кубок Федерации 2016
Кубок Федерации 2016 — 54-й по счёту розыгрыш наиболее престижного кубка среди сборных команд по теннису среди женщин.
Сборная Чехии третий год подряд победила в турнире. Это десятый титул для Чехии за всю историю.

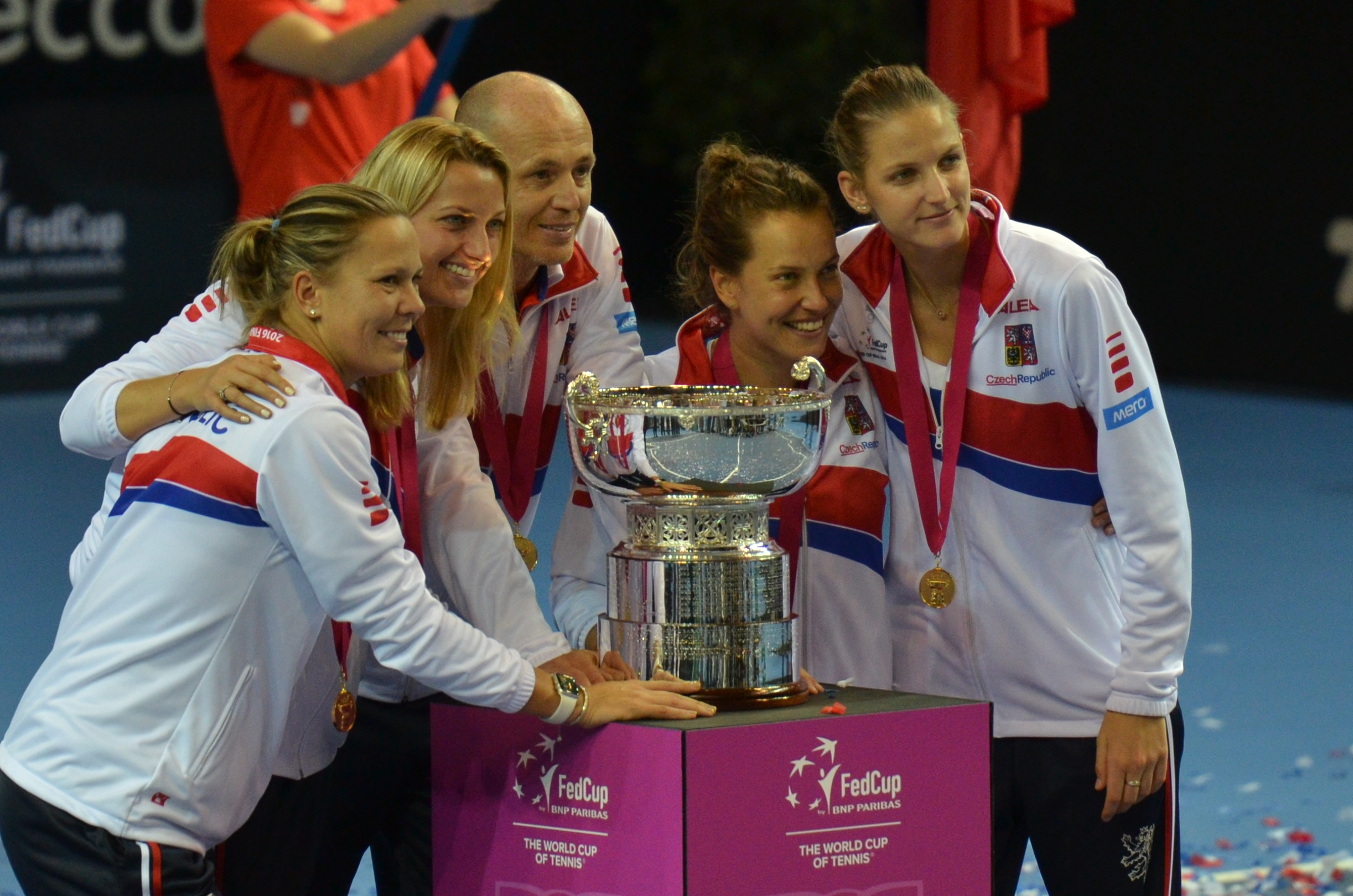
Сборная Чехии с кубком Федерации в финале розыгрыша 2016 года.

## Мировая группа

### Сетка
|                               | Четвертьфиналы 6-7 февраля | Четвертьфиналы 6-7 февраля | Четвертьфиналы 6-7 февраля |                           |                           | Полуфиналы 16-17 апреля    | Полуфиналы 16-17 апреля    | Полуфиналы 16-17 апреля    |                            |                            | Финал 12-13 ноября          | Финал 12-13 ноября          | Финал 12-13 ноября          |                             |                             |
|                               |                            |                            |                            |                           |                           |                            |                            |                            |                            |                            |                             |                             |                             |                             |                             |
|                               |                            |                            |                            |                           |                           |                            |                            |                            |                            |                            |                             |                             |                             |                             |                             |
| Клуж-Напока, Румыния, хард(i) |                            |                            |                            |                           |                           |                            |                            |                            |                            |                            |                             |                             |                             |                             |                             |
|                               | 1                          | Чехия                      | 3                          |                           |                           |                            |                            |                            |                            |                            |                             |                             |                             |                             |                             |
|                               |                            | Румыния                    | 2                          |                           |                           | Люцерн, Швейцария, хард(i) | Люцерн, Швейцария, хард(i) | Люцерн, Швейцария, хард(i) | Люцерн, Швейцария, хард(i) | Люцерн, Швейцария, хард(i) |                             |                             |                             |                             |                             |
|                               |                            |                            |                            |                           | 1                         | Чехия                      | 3                          |                            |                            |                            |                             |                             |                             |                             |                             |
| Лейпциг, Германия, хард(i)    | Лейпциг, Германия, хард(i) | Лейпциг, Германия, хард(i) | Лейпциг, Германия, хард(i) |                           |                           | Швейцария                  | 2                          |                            |                            |                            |                             |                             |                             |                             |                             |
|                               |                            | Швейцария                  | 3                          |                           |                           |                            |                            |                            |                            |                            |                             |                             |                             |                             |                             |
|                               | 3                          | Германия                   | 2                          |                           |                           |                            |                            |                            |                            |                            | Страсбург, Франция, хард(i) | Страсбург, Франция, хард(i) | Страсбург, Франция, хард(i) | Страсбург, Франция, хард(i) | Страсбург, Франция, хард(i) |
|                               |                            |                            |                            |                           |                           |                            |                            |                            |                            |                            | 1                           | Чехия                       | 3                           |                             |                             |
|                               | Марсель, Франция, хард(i)  | Марсель, Франция, хард(i)  | Марсель, Франция, хард(i)  | Марсель, Франция, хард(i) | Марсель, Франция, хард(i) |                            |                            |                            |                            |                            |                             | Франция                     | 2                           |                             |                             |
|                               | 4                          | Италия                     | 1                          |                           |                           |                            |                            |                            |                            |                            |                             |                             |                             |                             |                             |
|                               |                            | Франция                    | 4                          |                           |                           | Трелазе, Франция, грунт(i) | Трелазе, Франция, грунт(i) | Трелазе, Франция, грунт(i) | Трелазе, Франция, грунт(i) | Трелазе, Франция, грунт(i) |                             |                             |                             |                             |                             |
|                               |                            |                            |                            |                           |                           | Франция                    | 3                          |                            |                            |                            |                             |                             |                             |                             |                             |
| Москва, Россия, хард(i)       | Москва, Россия, хард(i)    | Москва, Россия, хард(i)    | Москва, Россия, хард(i)    |                           |                           | Нидерланды                 | 2                          |                            |                            |                            |                             |                             |                             |                             |                             |
|                               |                            | Нидерланды                 | 3                          |                           |                           |                            |                            |                            |                            |                            |                             |                             |                             |                             |                             |
|                               | 2                          | Россия                     | 1                          |                           |                           |                            |                            |                            |                            |                            |                             |                             |                             |                             |                             |

## Финал

### Франция — Чехия
| Франция 2 | Rhénus Sport, Страсбург, Франция 12–13 ноября 2016 хард(i) | Rhénus Sport, Страсбург, Франция 12–13 ноября 2016 хард(i)                | Чехия 3 |      |       |  |
| \| \| \| \| 1 \| 2 \| 3 \| \| \| - \| \| ------------------------------------------------------------------------- \| ----- \| ---- \| ----- \| \| \| 1 \| \| Кристина Младенович Каролина Плишкова \| 3 6 \| 6 4 \| 14 16 \| \| \| 2 \| \| Каролин Гарсия Петра Квитова \| 78 66 \| 6 3 \| \| \| \| 3 \| \| Каролин Гарсия Каролина Плишкова \| 6 3 \| 3 6 \| 6 3 \| \| \| 4 \| \| Ализе Корне Барбора Стрыцова \| 2 6 \| 64 7 \| \| \| \| 5 \| \| Каролин Гарсия / Кристина Младенович Каролина Плишкова / Барбора Стрыцова \| 5 7 \| 5 7 \| \| \| |                                                            |                                                                           |         |      |       |  |
| |                                                            |                                                                           | 1       | 2    | 3     |  |
| 1 | Флаг Франции · Флаг Чехии                                  | Кристина Младенович Каролина Плишкова                                     | 3 6     | 6 4  | 14 16 |  |
| 2 | Флаг Франции · Флаг Чехии                                  | Каролин Гарсия Петра Квитова                                              | 78 66   | 6 3  |       |  |
| 3 | Флаг Франции · Флаг Чехии                                  | Каролин Гарсия Каролина Плишкова                                          | 6 3     | 3 6  | 6 3   |  |
| 4 | Флаг Франции · Флаг Чехии                                  | Ализе Корне Барбора Стрыцова                                              | 2 6     | 64 7 |       |  |
| 5 | Флаг Франции · Флаг Чехии                                  | Каролин Гарсия / Кристина Младенович Каролина Плишкова / Барбора Стрыцова | 5 7     | 5 7  |       |  |

## Плей-офф Мировой группы
Четыре сборные, проигравшие в первом раунде Мировой группы (Германия, Италия, Россия и Румыния) встречаются с четырьмя сборными-победителями Мировой группы II (Австралия, Беларусь, Испания и США).
Дата: 16-17 апреля
| Город (покрытие)               |               | Счёт |              |
| ------------------------------ | ------------- | ---- | ------------ |
| Москва, Россия, грунт(i)       | Россия (1)    | 2-3  | Беларусь     |
| Льейда, Испания, грунт         | Испания       | 4-0  | Италия (2)   |
| Клуж-Напока, Румыния, грунт(i) | Румыния       | 1-4  | Германия (3) |
| Брисбен, Австралия, грунт      | Австралия (4) | 0-4  | США          |

- Германия сохраняет в 2017 году место в Мировой группе.
- Беларусь, Испания и США в 2017 году переходят в Мировую группу.
- Австралия остаётся в 2017 году в Мировой группе II.
- Италия, Россия и Румыния выбывают в 2017 году в турнир Мировой группы II.

## Мировая группа II
Дата: 6-7 февраля
| Город (покрытие)              |            | Счёт |               |
| ----------------------------- | ---------- | ---- | ------------- |
| Братислава, Словакия, хард(i) | Словакия   | 2-3  | Австралия (1) |
| Кралево, Сербия, хард(i)      | Сербия (2) | 0-4  | Испания       |
| Каилуа-Кона, США, хард        | США        | 4-0  | Польша (3)    |
| Квебек, Канада, хард(i)       | Канада (4) | 2-3  | Беларусь      |

- Австралия, Беларусь, Испания и США далее переходят в плей-офф Мировой группы за право выйти в Мировую группу
- Канада, Польша, Сербия и Словакия далее переходят в плей-офф Мировой группы II за право остаться в Мировой группе II

## Плей-офф Мировой группы II
Дата: 16-17 апреля
Четыре сборные, проигравшие в Мировой группе II (Аргентина, Испания, Словакия и Швеция) встречаются с четырьмя сборными-победителями региональных зон (Беларусь, Парагвай, Сербия и Япония):
| Город (покрытие)               |            | Счёт |                  |
| ------------------------------ | ---------- | ---- | ---------------- |
| Белград, Сербия, грунт(i)      | Сербия (1) | 2-3  | Бельгия          |
| Братислава, Словакия, грунт(i) | Словакия   | 3-2  | Канада (2)       |
| Иновроцлав, Польша, хард(i)    | Польша (3) | 1-4  | Китайский Тайбэй |
| Киев, Украина, хард            | Украина    | 4-0  | Аргентина (4)    |

- Словакия сохраняют место в Мировой группе II в 2017 году.
- Бельгия, Тайвань и Украина переходят в Мировую группу II в 2017 году.
- Аргентина остаётся в Группе I Зоны в 2017 году.
- Канада, Польша и Сербия вылетают в Группу I Зоны в 2017 году.

## Региональные зоны

### Зона Америка

#### Группа I
Место проведения: Country Club Las Palmas, Санта-Крус-де-ла-Сьерра, Боливия, грунт
Дата: 3-6 февраля
Участвующие сборные

- Аргентина — переходит в Плей-офф Мировой группы II.
- Боливия
- Бразилия
- Колумбия
- Мексика
- Парагвай
- Перу — переходит в Группу II зоны Америка.
- Эквадор — переходит в Группу II зоны Америка.

#### Группа II
Место проведения: Centro de Tenis Honda, Баямон, Пуэрто-Рико, хард
Дата: 1-6 февраля
Участвующие сборные

- Венесуэла — переходит в Группу I зоны Америка.
- Чили — переходит в Группу I зоны Америка.
- Багамские Острова
- Гватемала
- Гондурас
- Доминиканская Республика
- Коста-Рика
- Пуэрто-Рико
- Уругвай

### Зона Азия/Океания

#### Группа I
Место проведения: Hua Hin Centennial Sports Club, Хуахин, Таиланд, хард
Дата: 3-6 февраля
Участвующие сборные

- Китайский Тайбэй — переходит в Плей-офф Мировой группы II.
- Индия
- Казахстан
- Китай
- Таиланд
- Республика Корея
- Япония
- Узбекистан — переходит в Группу II зоны Азия/Океания.

#### Группа II
Место проведения: Hua Hin Centennial Sports Club, Хуахин, Таиланд, хард
Дата: 11-16 апреля
Участвующие сборные

- Филиппины — переходит в Группу I зоны Азия/Океания.
- Багамские Острова
- Гонконг
- Индонезия
- Иран
- Кыргызстан
- Малайзия
- Пакистан
- Сингапур
- Тихоокеанское сообщество
- Шри-Ланка

### Зона Европа/Африка

#### Группа I
Место проведения: Municipal Tennis Centre, Эйлат, Израиль, хард
Дата: 3-6 февраля
Участвующие сборные

- Бельгия — переходит в Плей-офф Мировой группы II.
- Украина — переходит в Плей-офф Мировой группы II.
- Бельгия
- Болгария
- Великобритания
- Венгрия
- Грузия
- Израиль
- Латвия
- Португалия
- Турция
- Хорватия
- Эстония
- Швеция — переходит в Группу II Зоны Европа/Африка.
- ЮАР — переходит в Группу II Зоны Европа/Африка.

#### Группа II
Место проведения: Gezira Sporting Club, Каир, Египет, грунт
Дата: 13-16 апреля
Участвующие сборные

- Австрия — переходит в Группу I Зоны Европа/Африка.
- Босния и Герцеговина — переходит в Группу I Зоны Европа/Африка.
- Дания
- Египет
- Литва
- Финляндия — переходит в Группу III Зоны Европа/Африка.
- Лихтенштейн — переходит в Группу III Зоны Европа/Африка.

#### Группа III
Место проведения: Bellevue, Улцинь, Черногория, грунт
Дата: 11—16 апреля
Участвующие сборные

- Люксембург — переходит в Группу II Зоны Европа/Африка.
- Норвегия — переходит в Группу II Зоны Европа/Африка.
- Алжир
- Армения
- Греция
- Ирландия
- Исландия
- Республика Кипр
- Республика Косово
- Мадагаскар
- Мальта
- Северная Македония
- Марокко
- Мозамбик
- Молдова
- Тунис
- Черногория